# Montorio (Verona)
Montorio è una frazione di Verona, è stato comune autonomo fino al 1927 col nome di Montorio Veronese. È situato nella parte nord-orientale del territorio comunale, a 6 km dal centro e all'imboccatura della Val Squaranto, e fa parte della circoscrizione 8. l quartiere è abitato da 6 942 persone. Nelle immediate vicinanze si trovano le località di Ponte Florio, Mizzole, Ferrazze, Borgo Santa Croce e San Michele.

## Origini del nome
Prima dell'insediamento romano, dove ora sorge il castello, vivevano popolazioni retiche che chiamarono il colle "taurus" che nella lingua dei Reti significava monte. I Romani quindi arrivati successivamente probabilmente scambiarono tale termine con il nome proprio del luogo e latinizzarono il tutto in mons-taurus; perciò Montorio significherebbe letteralmente "monte-monte".

## Monumenti e luoghi d'interesse

### Il Castello

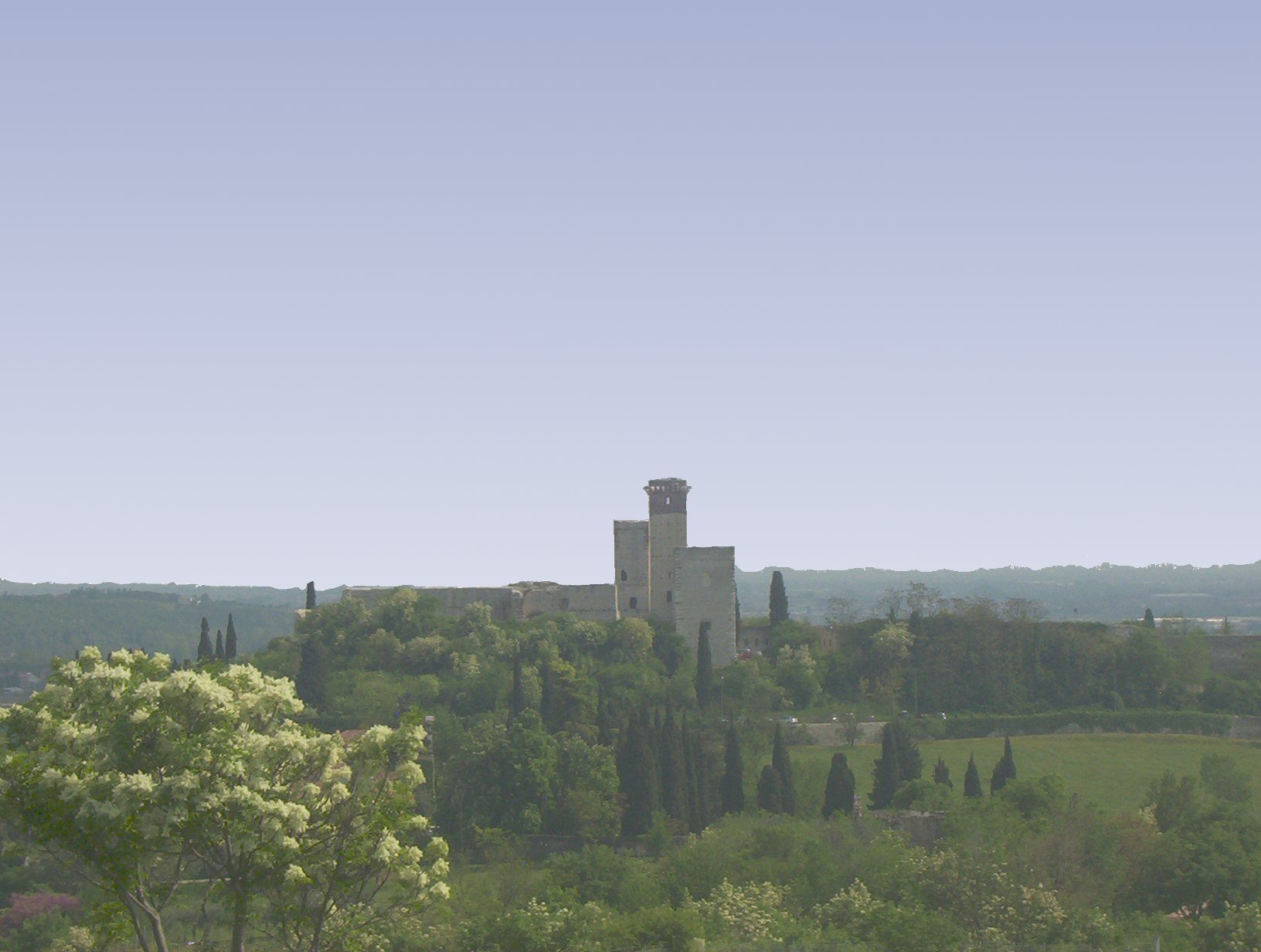
Il castello di Montorio

L'attrazione più conosciuta di Montorio è il suo castello (detto appunto castello di Montorio). Non si sa chi l'abbia costruito (esisteva già un "castrum" al tempo dei Romani), si sa però che l'imperatore tedesco Ottone III lo donò al vescovo di Verona nel 955 d.C. Fu poi utilizzato dagli Scaligeri.
Il castello viene tuttora usato per feste tematiche e no, soprattutto durante il periodo estivo dove si praticano tuttora diverse sagre.

### Il Forte Preara

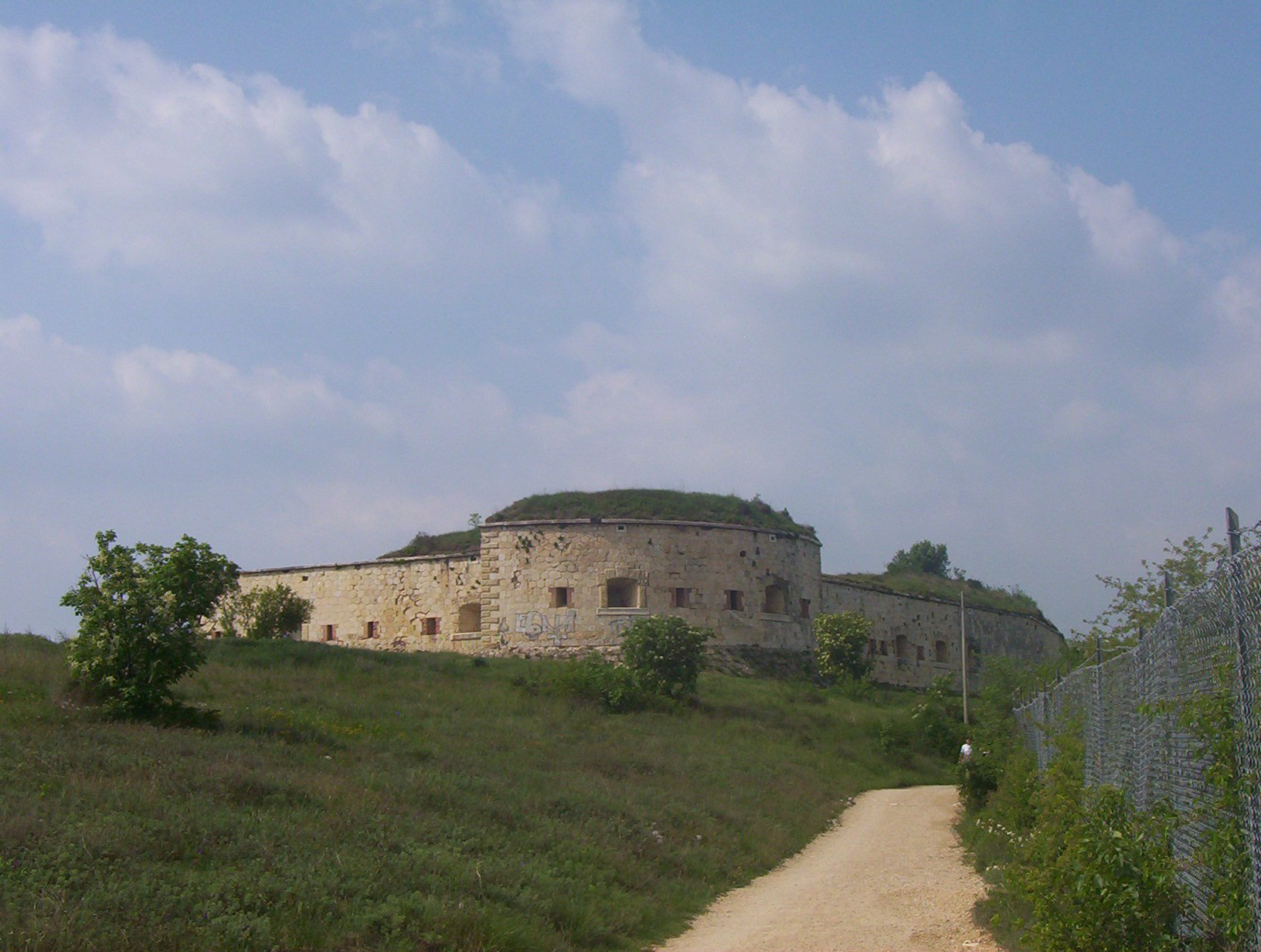
Forte Preara

Forte Preara, originariamente chiamato Werk John, è un forte austriaco di Verona, costruito tra il 1859 e il 1860 per volontà di Ludwig von Benedek, e progettato dal direttore della Genie Direction austriaca di Verona. Il forte è intitolato al barone Franz von John (1815-1876), cavaliere dell'Ordine di Maria Teresa per le azioni nelle battaglie di Goito e Volta Mantovana. Nel 1866 sarà Capo di Stato Maggiore nell'Armata dell'arciduca Albrecht.

### I Fossi

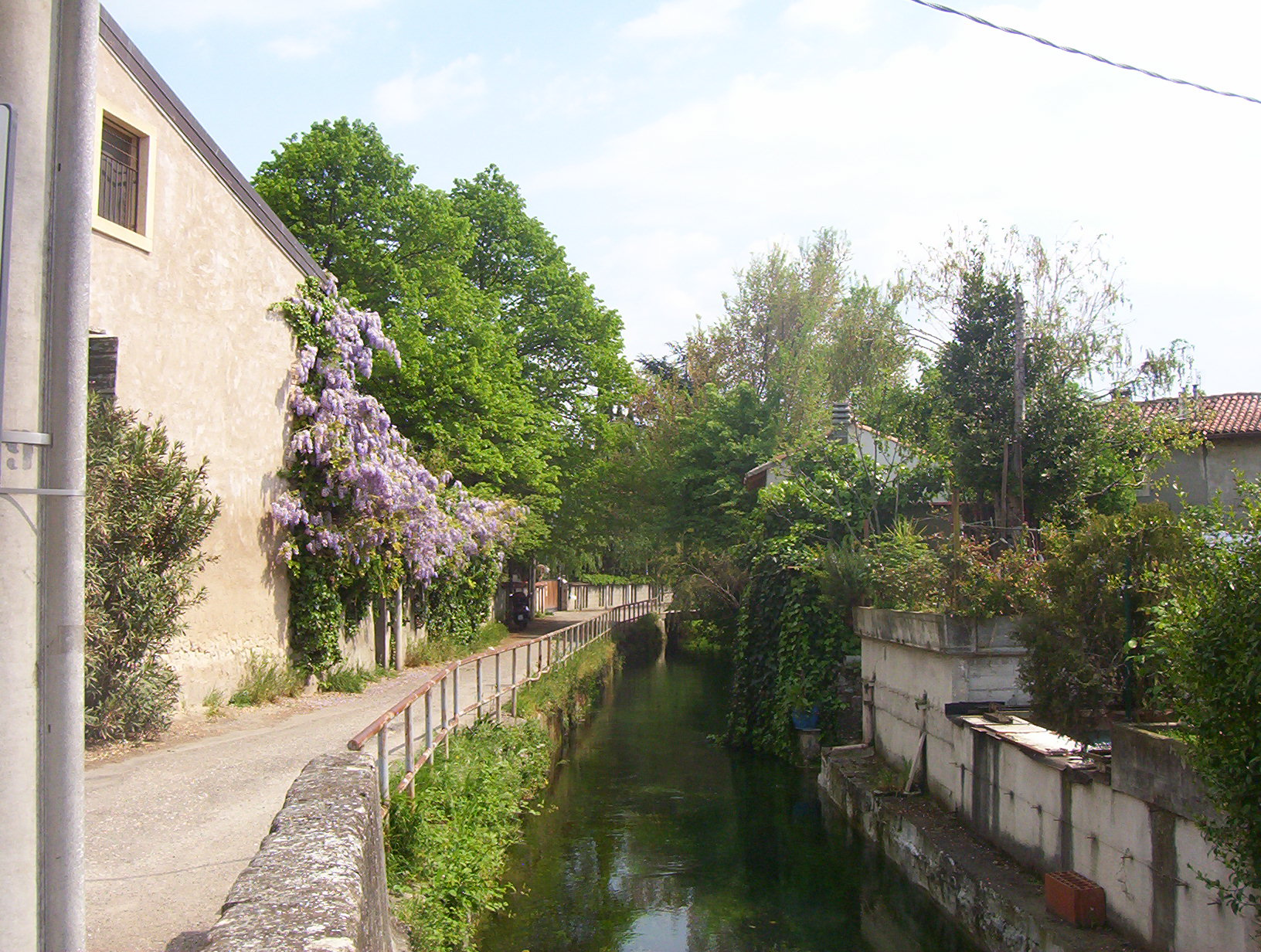
Una risorgiva a Montorio

Le risorgive dette "Fossi" si dipartono dal laghetto Squarà e percorrono come un reticolo tutto il territorio montoriese. Considerate come un'importante risorsa naturale e turistica, sono popolati da una fauna specifica in particolare da un piccolo pesce, il Magnaron, che veniva pescato dai locali per essere fritto e per questo è stato scelto come nome per la maschera carnevalesca di Montorio: il re del Magnaron (in realtà, l'unico magnarone che si può vedere a Montorio da anni, è proprio e solo il re dei magnaroni in occasione della sagra).
Per la loro salvaguardia si è costituito il "Comitato dei Fossi", uno degli storici comitati ambientalisti di Verona, voluto dai cittadini e fautore di alcune pubblicazioni sul paese e di attività di valorizzazione del territorio. Si può ancora vedere una ruota ad acqua per la lavorazione del gesso e una piccola piscina (tondo Maggia) di epoca romana. Il Comitato è stato guidato al suo inizio da Pierenzo Saetti a cui questo piccolo tesoro ambientale deve la sopravvivenza e l'attuale notorietà.

### Caserma "Duca"
Nel territorio di Montorio è presente la Caserma "Duca", una delle più grandi installazioni militari in Italia, sia per estensione sia per capacità alloggiative (attualmente circa 2 000 uomini, ma in passato anche oltre 6 000).
La struttura, dal dopoguerra a oggi, ha ospitato numerosi reparti dell'Esercito Italiano:
- dal 1946 al 1956 il 4º Centro Addestramento Reclute
- dal 1956 al 1963 il 12º Centro Addestramento Reclute Alpine
- dal 1963 al 1975 il 67º Reggimento Fanteria "Legnano"
- dal 1975 al 1991 il 30º Btg. Fanteria "Pisa", l'85º Btg. Fanteria "Verona", la Cp. Controcarri "Brescia", la Cp. Genio Pionieri "Brescia" e il Btg. Logistico "Brescia" (tutti dipendenti dalla Brigata Meccanizzata "Brescia") e il 14º Autogruppo "Flavia" (dipendente dalla Regione Militare Nord Est)

Attualmente la Caserma "Duca" è sede dei seguenti reparti:
- 85º Reggimento addestramento volontari "Verona"
- 4º Reggimento Alpini Paracadutisti
- Reggimento di Sostegno Materiali Speciali

## Cultura e sport

### Sport e tempo libero a Montorio Veronese
- Circolo Primo Maggio: luogo di svago e socialità, una grande area verde con possibilità di svolgere giochi e attività all'aria aperta.
- Società Ciclistica Montoriese, 1975, riprende il nome di quella nata nel 1949, fusasi nel 1950 con lo Sport Club Verona dando vita allo Sport Club Verona-Montoriese (casacca verde-nera) presieduto da Vasco Bacca, e che ebbe tra gli Allievi il futuro campione Adriano Zamboni.
- Impianti Sportivi: calcio animato dalla società del Montorio Calcio che ha attivato un punto di ritrovo presso il centro sportivo. Pallavolo organizzata dalla Libertas Montorio nelle palestre delle scuole, hockey in line promosso dalla squadra dei Bludogs presso la nuova Piastra Polivalente coperta.
- Percorso Strada Comun: percorso ciclo-pedonale che collega Montorio Veronese al paese di San Martino Buon Albergo, passando dalla località Ferrazze.

## Infrastrutture e trasporti
Tra il 1915 e il 1918 Guasco (Vasco) Bacca, già conducente in proprio di vetture a cavallo tra Verona e Montorio, con sede a Montorio in via Casaletto, istituì un servizio di trasporto pubblico motorizzato sulla stessa tratta. Le prime autocorriere nacquero ricarrozzando alcuni autocarri Fiat 18 BL della prima guerra mondiale dismessi dall'esercito (secondo talune fonti erano un paio). La didascalia di una foto dell'epoca fa però retrocedere al 1915 tale acquisto, il che sarebbe compatibile con la messa in produzione del mezzo già a partire dal 1914.
La prima stazione dell'Impresa Bacca in Verona era dietro gli edifici dell'attuale piazza Viviani, edifici che da lì a poco furono sostituiti dal Palazzo delle Poste del Fagiuoli (perciò probabilmente era in piazza Indipendenza); il garage era in Corte Regia.
Sin dagli esordi al servizio di linea si affiancò quello turistico, con gli stessi pullman quando gli autisti erano liberi.
Nel 1921 venne esteso il servizio con corse giornaliere verso la Lessinia e la valle di Squaranto, raggiungendo Mizzole, Pigozzo passando per il Vajo della Pissaròta e da lì sino a Velo Veronese (1 087 m s.l.m.). La scelta probabilmente conseguì alla ventilata creazione della linea tranviaria Verona-Montorio, che prima o poi avrebbe reso inutile un'autolinea limitata al sobborgo.
E infatti il 2 maggio 1926 si svolse la cerimonia di inaugurazione del primo tram che collegava il paesino alla città, festeggiato come un evento importante per la mobilità degli abitanti che potevano così più facilmente recarsi al lavoro. Il tram fu sostituito dalla linea n. 8 di autobus urbani nel secondo dopoguerra, a sua volta diventata linea n. 13 (con una notevole variazione del percorso nei dintorni di Borgo Venezia) nei tardi anni 1990.
L'impresa Bacca sviluppò sempre più il proprio servizio di trasporto verso la Lessinia, e un particolare impulso derivò dalla nuova sede del seminario a Roverè Veronese. Nel 1949 divennero soci i due esperti autisti Giacomino Cajani e Palmiro Rubele con suo fratello Alcide e la denominazione sociale mutò in "BREC", acronimo di Bacca, Rubele e Cajani.
Nella primavera del 1951 la BREC inaugurò anche la linea che da Verona-Borgo Venezia, sempre passando per Montorio, poi per Pian di Castagnè, giungeva a San Rocco di Piegara, ove l'arrivo della prima corsa fu memorabile, tanto da essere commemorato nei primi anni 2000 dalla commedia "La corriera".
Oggi a Montorio si può arrivare comodamente anche in bicicletta seguendo la pista ciclabile che parte da piazza Bra, prosegue per la circonvallazione sino a Porta Vescovo, attraversa Borgo Venezia, e infine arriva al centro del paese. Proseguendo, superato il ponte dell'Olmo sul progno Squaranto e tenendo la destra, si scende agli incantevoli fossi e laghetti della zona del cotonificio.